# Bencurl

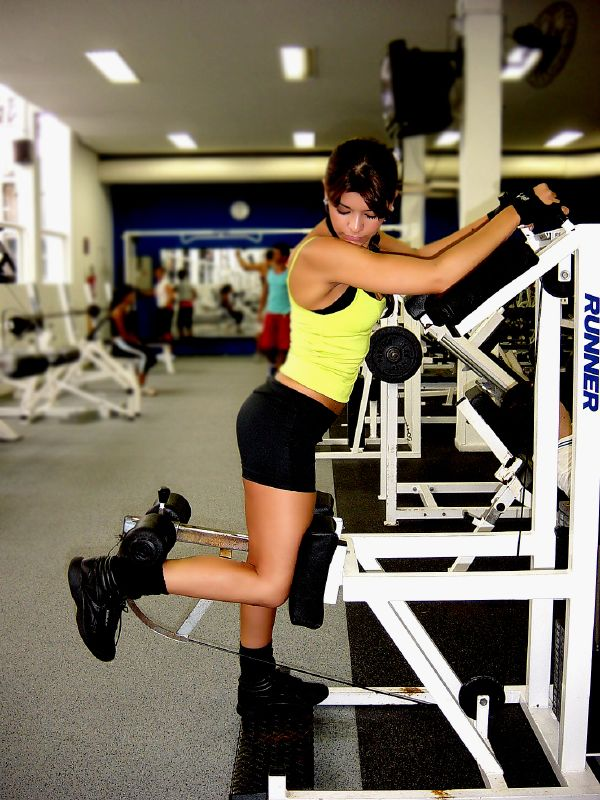
Stående bencurl

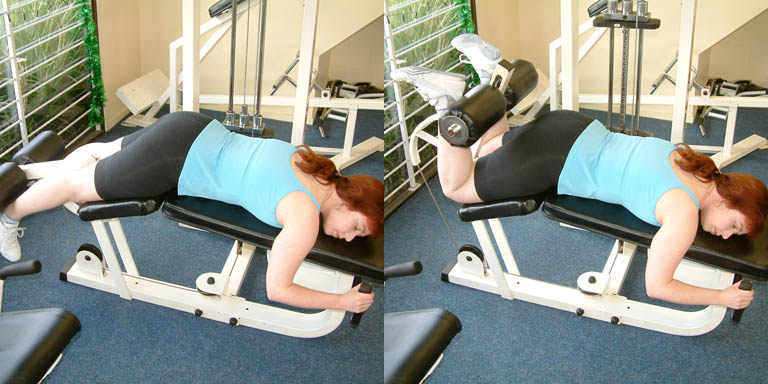
Liggande bencurl

Bencurl är en styrketräningsmaskinövning som tränar upp baksidan av låret även kallat hamstring. Bencurl är en koncentrerad övning på just hamstringmuskelgruppen. Förslagsvis kan bencurl vara en bra övning att köra efter benböj för att ta ut musklerna i hamstringen ytterligare för maximal muskelnedbrytning.

Bencurl aktiverar baksida lår: biceps femoris, semitendinosus och semimembranosus.